# Hans-Josef Altmeyer

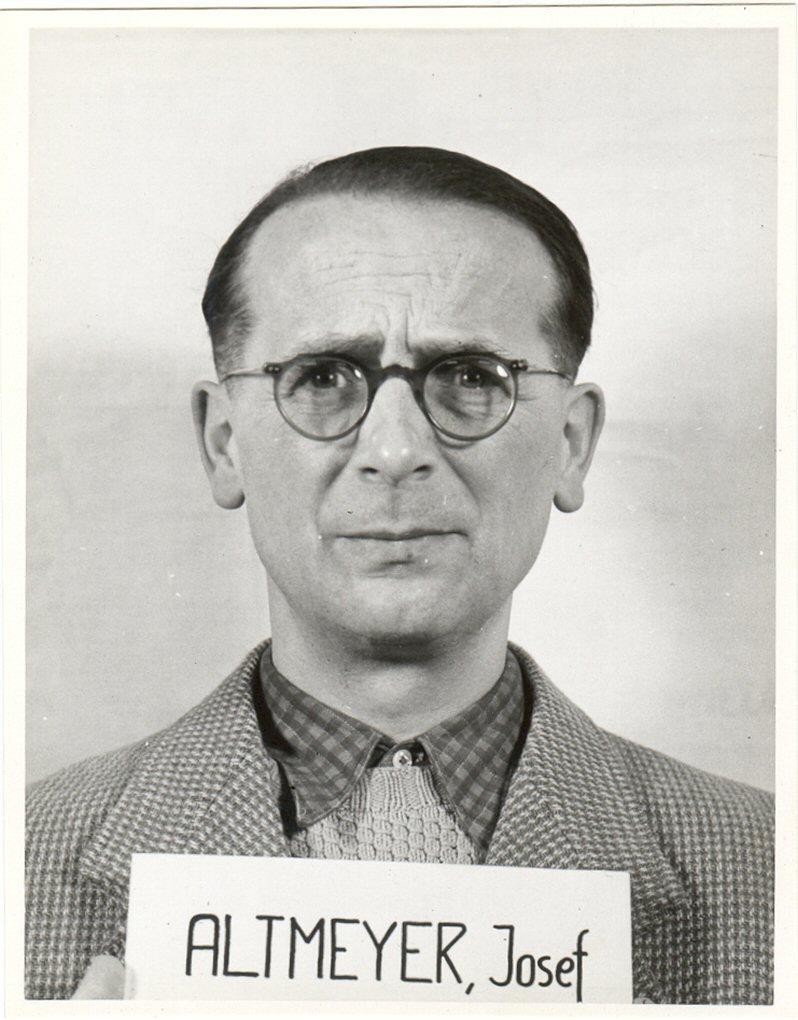
Altmeyer als Zeuge während der Nürnberger Prozesse

Hans-Josef Altmeyer (* 24. August 1899 in Illingen; † 10. Dezember 1964 in Mainz) war ein deutscher Staatsbeamter.

## Leben und Wirken

### Jugend, Ausbildung und frühe Laufbahn
Altmeyer war der Sohn des Bahnhofsvorstehers Joseph Altmeyer und seiner Frau Karoline Margarethe Altmeyer geb. Lutz. In seiner Jugend besuchte er die Volksschule in Fischbach bei Saarbrücken und das Gymnasium in Trier sowie (nach Versetzungen des Vaters) Gymnasien in Kreuznach und Wiesbaden, wo er 1916 das Abitur bestand. 1917 wurde Altmeyer zum Heeresdienst eingezogen.
Nach der Rückkehr aus dem Ersten Weltkrieg begann Altmeyer ab 1919 das Studium der Rechtswissenschaften in Frankfurt am Main, das er später in Freiburg fortsetzte. Seit 1919 war er Mitglied der katholischen Studentenverbindung KDStV Hasso-Nassovia Frankfurt am Main im CV. Im Juni 1922 bestand er in Frankfurt das Referendarexamen und durchlief anschließend den Juristischen Vorbereitungsdienst, in dessen Verlauf er bei Gerichten in Rüdesheim, Wiesbaden, Köln, wieder Wiesbaden und Frankfurt eingesetzt wurde. Mit dem Bestehen der Großen Juristischen Staatsprüfung im Februar 1926 brachte Altmeyer seine Ausbildung formal zum Abschluss.
Politisch gehörte Altmeyer, dessen Großvater der Begründer der Zentrumspartei im Saargebiet gewesen war, seit 1923 der Zentrumspartei an, deren Mitglied er bis ins Jahr 1933 bleiben sollte.
In den folgenden Jahren arbeitete Altmeyer als Hilfsrichter in Neuwied, Limburg, Weilburg, Asbach und Wiesbaden sowie als Hilfsarbeiter der Staatsanwaltschaften in Halle und Nordhausen. Ende 1927 erhielt er eine Stellung als Staatsanwaltschaftsrat in Stendal. Von dort wechselte er 1929 als Hilfsarbeiter zum Generalstaatsanwalt in Naumburg. Nachdem er zum 1. Januar 1930 nach Halle an der Saale versetzt worden war, wurde Altmeyer zum Jahresende 1930 in das Preußische Justizministerium berufen. Anschließend gehörte er dem Preußischen Justizministerium bzw. dem Reichsjustizministerium (mit dem das Preußische Justizministerium 1934 verschmolzen wurde) – mit einigen Beurlaubungen – bis 1945 als Höherer Beamter an. Zugleich wurde er mit Assessordienstalter vom 16. Dezember 1930 in den Staatsdienst aufgenommen.
Bei Graf findet sich der Hinweis, dass Altmeyer Anfang der 1930er Jahre bei der Regierung in Marienwerder tätig gewesen sei. Wahrscheinlich wurde er vom Justizministerium bereits damals zur Verwendung in der Allgemeinen Verwaltung dem Preußischen Justizministerium zur Verfügung gestellt, ohne formal aus der Zugehörigkeit zum Justizministerium auszuscheiden.

### Zeit des Nationalsozialismus
Nachdem Altmeyer in den ersten Monaten der NS-Herrschaft in seiner bisherigen Stellung verblieben war, wurde er zum Jahresende 1933 durch besonderen Erlass vom 5. Dezember 1933 für drei Monate zum Geheimen Staatspolizeiamt abgeordnet, wo er ausweislich des Geschäftsverteilungsplanes der Gestapo vom 22. Januar 1934 die Stellung eines persönlichen Referenten des Gestapo-Chefs Rudolf Diels übernahm. In der Forschung hat diese Personalie wiederholt Verwunderung ausgelöst. So schrieb Christoph Graf: „Auffällig, dass ein junger Assessor ohne erkennbare Bindung an eine Parteiorganisation von Diels als Mitarbeiter nach Erlass des 2. Gestapogesetzes aus der Provinz herangeholt wird.“
Altmeyers Abordnung zur Gestapo wurde am 22. März 1934 auf Ersuchen Diels noch bis zum 30. April 1934 verlängert, bevor er dann zum 1. Mai 1934 wieder dem Preußischen Innenministerium zur Verfügung gestellt wurde.
Das Innenministerium muss Altmeyer bald darauf wieder dem Justizministerium überwiesen haben. Jedenfalls war er seit 1934 wieder im Justizdienst tätig: Von 1934 bis 1936 amtierte er als Staatsanwaltschaftsrat bei der Staatsanwaltschaft Berlin und danach von 1937 bis 1939 als Landgerichtsdirektor im Landgerichtsbezirk Berlin. Während dieser Jahre wurde er nacheinander zum Landgerichtsdirektor (1936) und Ministerialdirektor (1938) befördert. Zum 1. Mai 1937 trat er der NSDAP bei (Mitgliedsnummer 3.933.983).
Seit 1937 bearbeitete Altmeyer im Reichsjustizministerium die Gnadensachen in unpolitischen Todesurteilen. Dieser Komplex umfasste kriminelle Todesurteile, "Volksschädlingsangelegenheiten" (soweit sie unter Ausnutzung von Verdunkelung stattfanden und nicht in Zusammenhang mit einem politischen Delikt standen), Kriegswirtschaftsverbrechen und Gewohnheitsverbrecherdelikte.
Von 1940 bis 1945 war Altmeyer als Ministerialrat im Reichsjustizministerium tätig. Dort bekleidete er unter anderem die Funktion des Referenten für Gnadensachen. In dieser Eigenschaft war es seine Aufgabe, sogenannte unpolitische Todesurteile, die während des Krieges von Gerichten gegen sogenannte „Volksschädlinge“ ausgesprochen wurden, zu prüfen und dem Minister Thiearck jeweils Empfehlungen vorzulegen, ob eine Begnadigung und Aussetzung der Vollstreckung eines Todesurteils angebracht sei oder nicht.

## Nachkriegszeit
Nach dem Zweiten Weltkrieg trat Hans Josef Altmeyer als Zeuge bei den Nürnberger Prozessen auf. Er war nach 1950 im Bundesinnenministerium im Rang eines Ministerialrat beschäftigt. Im Jahr 1956 erschienen von ihm, gemeinsam mit Hans de Clerck herausgegeben, eine Sammlung von Polizeigesetzen, Durchführungsbestimmungen und Laufbahnordnungen für die Polizeibehörde.

## Beförderungen
- 1936: Landgerichtsdirektor
- 1938: Ministerialrat

## Publikationen
- Polizeiverwaltungsgesetz von Rheinland-Pfalz vom 26.3.1954 (GVBL. S. 31): mit Durchführungsanweisungen u. Erg. Vorschriften nebst Polizeibeamtengesetz v. 26.3. 1954 (GVBL.S.42) u. Laufbahnverordnung v. 10.4.1954 (GVBL. S. 55), gemeinsam mit Hans de Clerck, Recklinger Verlag Siegburg 1956.